# Choi Hung
Choi Hung (chiński: 彩虹) – jedna ze stacji MTR, systemu szybkiej kolei w Hongkongu, na Kwun Tong Line. Została otwarta 1 października 1979 roku.
Nazwa stacje nawiązuje do pobliskiego Choi Hung Estate.